# لاتين (العصور الوسطى)
كان الاسم اللاتين في العصور الوسطى شائعًا بين أتباع الكنيسة اللاتينية للمسيحية الغربية. والمصطلح مستمد من شعوب إيطاليا القديمة التي تطورت خلال العهد الكلاسيكي القديم في الحضارة الرومانية القديمة. وتم استخدام الاسم بغض النظر عن العرق، حيث تضمن الشعوب الجرمانية والإيطالية والسلافية. في الإمبراطورية البيزنطية، والعالم الأرثوذكسي الأوسع، كان اللاتين مبدئياً جميع الناس الذين اتبعت تقاليد المسيحية الرومانية الكاثوليكية. وكان بشكلٍ عام توصيف سلبي، خاصةً بعد الانشقاق العظيم في عام 1054. وبالتالي، فإن الأشخاص المرتبطين  بالدول التي تم إنشاؤها إبَّان الحروب الصليبية يُشار إليهم عمومًا باسم «اللاتين» أو «الفرنجة».